# Matteo Resinanti
Matteo Resinanti, noto anche con lo pseudonimo di Matt Hardcore (Milano, 25 gennaio 1969), è un fumettista e regista pornografico italiano.
Con lo pseudonimo di Matt Hardcore gestiva un portale web dedicato alle recensioni di film porno, MattHardcore. Dall'esperienza di questo sito è divenuto anche un regista di film pornografici amatoriali, specializzato in gang bang e bukkake, organizzate tramite il sito.
Si dedica all'attività di tatuatore, aprendo uno studio a Misano Adriatico nel 2017.

## Biografia
Terminato il liceo scientifico, si diploma all'Accademia di Belle Arti di Brera. Inizia disegnando fumetti e illustrazioni su riviste fumettistiche e informatiche, oltre che su alcuni manuali di giochi di ruolo fantascientifici, finché viene notato - su consiglio di Paolo Di Maio, redattore della fanzine Gli occhi di Medusa - da Antonio Serra che nel 1995 lo arruola nella squadra di disegnatori di Legs Weaver della Sergio Bonelli Editore.
Il suo esordio in Bonelli avviene con Le aquile di Kane, lo speciale numero 3 scritto da Federico Memola e Stefano Piani e pubblicato nel giugno 1998. Successivamente disegna il numero 35 di Legs e poi passa nella squadra di disegnatori di Nathan Never, testata per cui lavora negli anni successivi. Il suo primo albo dell'Agente Alfa viene pubblicato nel 1999: s'intitola La città del vizio, i testi sono di Stefano Piani ed esce nel mese di febbraio come numero 93 della serie.
Al lavoro come disegnatore nello staff di Nathan Never affianca quello di illustratore e di disegnatore di fumetti erotici (suo per esempio il fumetto che accompagna l'edizione Blu-ray della parodia pornografica statunitense Spider-Man XXX: A Porn Parody della Vivid Entertainment).

## Filmografia

### Regista
- Sex Reporter (2003)
- Sperma Party 1 (2003)
- Sperma Party 2 (2003)
- Sperma Party 3 (2004)
- Sperma Party 4 (2004)
- Italian Anal 2006 (2006)
- Sperma Party: Anal-lenamenti in Palestra (2007)
- Sissi a Spasso per Casso (2008)
- Sperma Party: Doccia di Sborra (2008)
- Sperma Party: Zia Rita, di Cazzi Riempita (2008)
- BarbiEly Bambola da Sbobba (2009)
- Sperma Party - Barbara Devil (2009)
- Sperma Party: Momenti di Sperma per Gloria (2009)
- Sperma Party: Ruff Workout (2009)
- Porno Parcheggi: La Succhiacazzi (2010)
- Sperma Party: Alla Piccola Piace Grosso (2010)
- Sperma Party: BambiX Bambinella Puttanella (2010)
- Sperma Party: Buon Anale Sally (2010)
- Sperma Party: Cazzi e Sborra per la Bionda (2010)
- Sperma Party: Pornostar alla Crema (2010)
- Sperma Party: Sperma Italiano per Sabrina Deep (2010)
- Troie e Motori (2010)
- Figone Spagnolo (2011)
- Io Vittoria (2011)
- Spermaparty: Luana una Bionda per 6 C... (2011)
- Spermaparty: Sara Luxxx (2015)
- Come Ti Chiavo Cameron (2016)
- Scandalo in Fiera a Bergamo (2016)

### Attore
- Sex Reporter (2003)
- Italian Anal (2006)
- Sperma Party - Barbara Devil (2009)